# Programa Coreano de Astronauta
Programa Coreano de Astronauta foi uma iniciativa do governo da Coreia do Sul para enviar o primeiro cosmonauta deste país ao espaço, através do programa espacial russo.
Em dezembro de 2006, dois candidatos, um homem e uma mulher, foram selecionados para o projeto, durante uma cerimônia transmitida do centro de televisão SBS, em Seul. A escolha foi feita através de um processo de seleção que começou com a inscrição de 36 mil pessoas.
Os dois escolhidos foram:

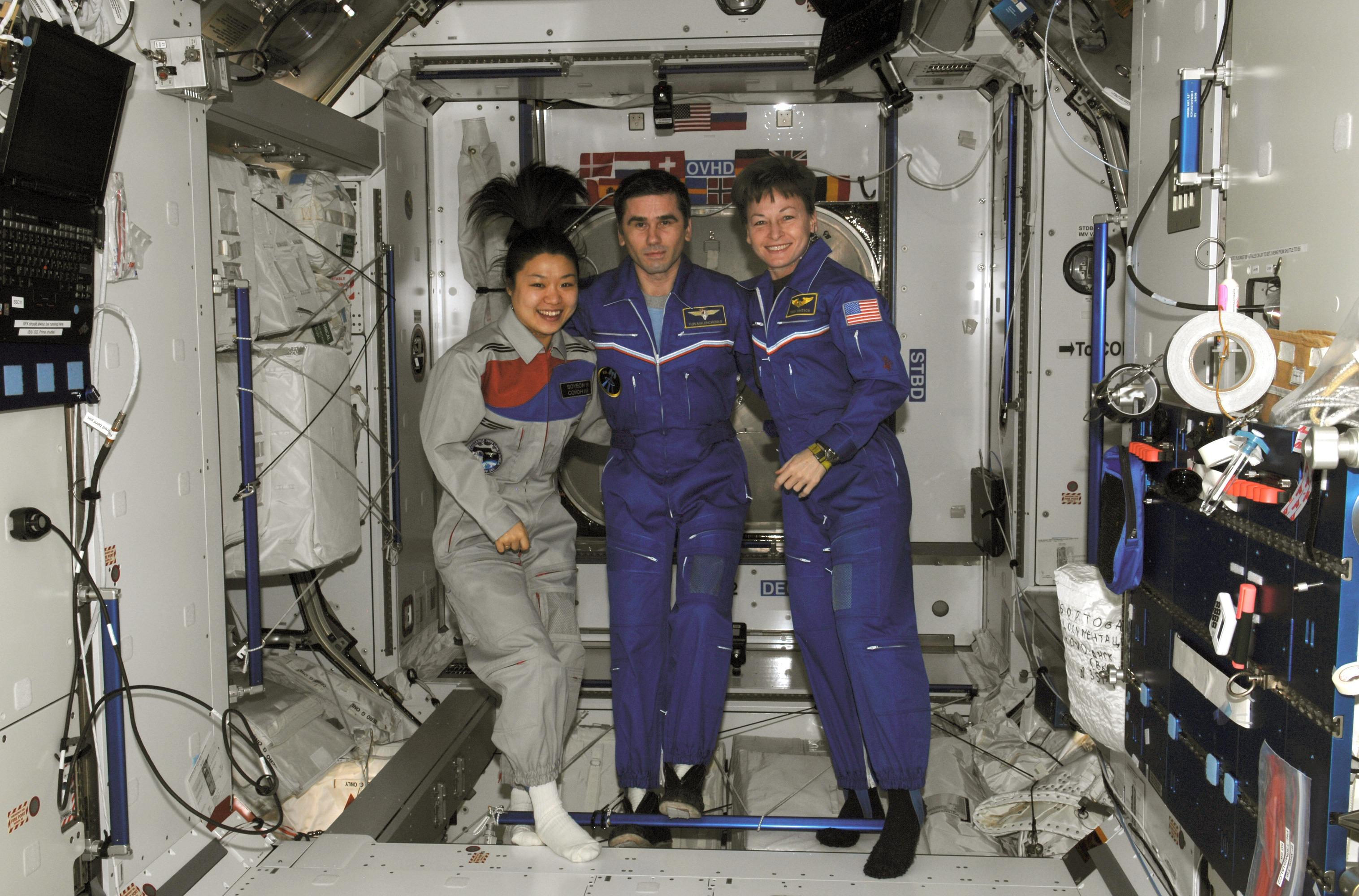
Yi So-yeon com o cosmonauta russo Yuri Malenchenko e a astronauta norte-americana Peggy Whitson, comandante da Expedição 16, na ISS, em abril de 2008.

- Ko San, 30 anos, solteiro, pesquisador do Instituto de Tecnologia Avançada Samsung.
- Yi So-yeon, 28, solteira, pesquisadora do KAIST (Instituto de Pesquisa Aeroespacial da Coreia do Sul).

Os dois foram enviados à Rússia no começo de 2007, para quinze meses de treinamento no Centro de Treinamento de Cosmonautas Yuri Gagarin, próximo a Moscou.
Em setembro de 2007, Ko San foi o escolhido para a missão, com Yi So-yeon ficando como cosmonauta-reserva. Entretanto, em março de 2008, foi anunciado uma troca entre os cosmonautas, devido a violações cometidas por Ko San às regras de treinamento dos instrutores russos.
Em 8 de abril de 2008, a pesquisadora So-yeon foi lançada ao espaço do Cosmódromo de Baikonur a bordo da nave Soyuz TMA-12, ao lado da tripulação masculina, os russos Sergei Volkov e Oleg Kononenko, para uma estadia de dez dias a bordo da Estação Espacial Internacional.
Durante seu período no espaço, So-yeon realizou diversas experiências encomendadas pela comunidade científica de seu país.
A viagem custou aproximadamente 28 milhões de dólares ao governo sul-coreano, entre o treinamento e o voo espacial.